# 霍爾丹 (桑坦德省)
霍爾丹是哥倫比亞的城鎮，位於該國東北部，由桑坦德省負責管轄，距離首府布卡拉曼加80公里，始建於1822年，面積45平方公里，海拔高度555米，2005年人口1,140。
6°45′N 73°04′W / 6.750°N 73.067°W